# BRP Pampanga
Le BRP Pampanga (SARV-003) est un patrouilleur de classe San Juan de la Garde côtière philippine (PCG). Comme tous les navires de sa classe, il a été construit en Australie par Tenix Shipbuilding

## Conception
La classe San Juan a été conçue spécialement comme un navire d'urgence maritime, avec des capacités de récupération en mer et d'évacuation sanitaire de survivants, incluant des installations médicales d'urgence, des opérations par hélicoptère, y compris le ravitaillement en mer, la lutte contre la pollution maritime, la lutte contre les incendies sur des navires et des installations de décompression pour les accidents de plongée. Chaque lance à incendie est capable de projeter un jet d'eau de mer d’une portée de 100 mètres avec un débit de 300 mètres cubes par heure.
Les navires sont également équipés de quatre radeaux gonflables SOLAS de 25 places ; de six radeaux réversibles ouverts pour 65 personnes ; d’un bateau d'intervention rapide de 6,5 mètres atteignant une vitesse supérieure à 25 nœuds et d'une autonomie de 85 milles marins, lancé à partir de la rampe arrière du navire ; de quatre bateaux pneumatiques à coque rigide de 4,5 mètres mis à l’eau par une grue ; et d’une chambre de décompression. Un espace séparé pour les survivants a été inclus dans l'aménagement du navire, qui inclut la chambre de décompression, l'accueil médical, la salle d'opération et les sièges dans un agencement ouvert.
L'hélisurface à l’arrière peut accueillir un hélicoptère pour un groupe d’intervention aéromobile ou l'évacuation d'urgence, avec un poids maximum emporté de 4672 kg. Sur l'avant peuvent être montés des canons de plus gros calibre.

## Historique
En juin 2008, le BRP Pampanga a fait partie des huit navires de la Marine philippine et des garde-côtes qui ont participé aux recherches des survivants du ferry MV Princess of the Stars de près de 24000 tonnes, de la compagnie Sulpicio Lines, qui a sombré dans le centre des Philippines avec 862 personnes à bord. Parti de Manille pour Cebu (centre), le ferry a sombré au large de l'île de Sibuyan en raison d'énormes vagues provoquées par le typhon Fengshen. Selon le témoignage d'un membre de l'équipage survivant, le bateau a coulé en un quart d'heure. Le capitaine a juste eu le temps d'ordonner l'évacuation du ferry. Le navire s’est retourné et seule l'étrave dépassait de la mer très agitée. 57 survivants ont été recensés, mais une vingtaine de plongeurs philippins ont pénétré dans la coque du ferry dans l'espoir de retrouver des survivants pris au piège. Les plongeurs entrés dans la coque ont découvert de « nombreux » corps bloqués à l'intérieur, faisant craindre un lourd bilan humain.
En novembre 2012, le BRP Pampanga a été mis en alerte, prêt à être déployé sur le récif de Scarborough, dans la mer de Chine méridionale. Le BRP Pampanga est l’un des nombreux navires philippins qui ont déjà affronté des navires chinois près de la formation rocheuse dans des eaux contestées. Les tensions entre Manille et Pékin dans la zone ont commencé début avril 2012, lorsque le BRP Gregorio del Pilar de la marine philippine a tenté d’arraisonner sept bateaux de pêche chinois qu’il avait surpris en train de braconner sur le récif de Scarborough. À un moment donné, le BRP Pampanga et le BRP EDSA II, un autre navire de la PCG, ont été harcelés par le Yuzheng-310, considéré comme le navire de surveillance maritime le plus moderne de la Chine. Dans un communiqué, les Philippines ont déclaré que « le Yuzheng-310 s’est approché des deux navires philippins à environ 20 nœuds, puis s’est éloigné, générant une vague de deux mètres ». Le ministère des Affaires étrangères philippin a déclaré qu’un rapport du PCG avait révélé que l'intimidation avait eu lieu alors que le BRP Edsa relevait le BRP Pampanga,. Aucun dommage n’a été infligé aux deux navires, qui n’ont pas réagi aux provocations du navire chinois, a-t-il ajouté.
Le BRP Pampanga est retourné patrouiller dans la région en juillet 2017. En août, la Garde côtière philippine a envoyé un navire supplémentaire en mer de Chine méridionale, pour des patrouilles dans les environs du récif Scarborough. Il s’agissait du BRP Nueva Vizcaya, l’un des quatre patrouilleurs de la classe Ilocos Norte construits par Tenix (aujourd’hui BAE Systems) en Australie. Il a été mis en service en 2001 et est exploité par un équipage de 20 hommes. Le patrouilleur de 35 mètres de long et 120 tonnes a rejoint le BRP Pampanga, long de 56 mètres.
En août 2017, le BRP Pampanga est arrivé à Iligan City pour une mission humanitaire auprès des personnes touchées par la bataille de Marawi. Il a servi de navire-hôpital pour les évacués nécessitant des soins médicaux. En outre, il a également mené des opérations de secours, des missions médicales et dentaires, et a mené des débriefings sur le stress auprès de ceux qui ont été emmenés à bord du BRP Pampanga pour être examinés par des médecins. Selon une évaluation antérieure menée par les garde-côtes philippins, les pédiatres, les gynécologues, les dentistes, les physiothérapeutes et les psychologues sont un besoin majeur dans la ville d’Iligan pour aider les personnes touchées par les troubles dans la ville de Marawi.
Le 12 octobre 2017, le BRP Pampanga faisait partie des navires qui ont accueilli au quartier général de la Garde côtière à Manille le BRP Sindangan (MRRV-4407), le sixième navire d’intervention multirôle (MRRV) de 44 mètres de classe Parola construit au Japon. Il était accompagné du BRP Malabrigo (MRRV-4402), du BRP Suluan (MRRV-4406), du BRP Batangas (SARV-004).

## Commandants
- commodore Joel Sarsiban Garcia[9]
- vice-amiral Rolando Lizor Punzalan Jr[10]